# Henriette Nielsen
Birgitte Dorothea Henriette Nielsen, född 23 januari 1815 i Vester Han Herred, död 17 januari 1900, var en dansk författare. 
Nielsen var dotter till handelsmannen och förlikningskommissarien Niels Chr. Nielsen (1777–1843), ägare av Torup-Strandgaard i Vester Han Herred, och Marie, född Brøndorph (1780–1866). Hon var redan i barndomen känd för att vara en skicklig berättare, och skrev sin första komedi som ung. Den uppfördes i flera jylländska städer med henne själv i huvudrollen. Både hon och pjäsen gjorde succé.
Senare skickade hon sin berättelse Fanny till författaren Steen Steensen Blicher för bedömning, och han publicerade den år 1842. Kristian VIII gav henne ett årligt stöd för att utbilda sig, och hon flyttade till Köpenhamn för att studera under Henrik Hertz. År 1845 publicerade hon under pseudonymen H.T. To Noveller och året efter To Episoder af mit Ungdomsliv.
År 1847 fick hon sitt anonymt skrivna lustspel Avertissementet uppfört på Det Konglige Teater, och 1849 gavs hennes vaudeville Slægtningerne där. Det talades om att Nielsen själv skulle debutera i huvudrollen i Slægtningerne, men så blev det inte. Stycket uppfördes omkring 80 gånger, översattes till tyska och uppfördes 1862 på tyska teatern i New York.
På Det Konglige Teater fick hon även uppfört lustspelet Den hjemkomne (1878), på Casino To Forlovelser (1863) och på Dagmartheatret lustspelet Falske Signaler (1884).
År 1857 utkom En af Esberns Skolehistorier, 1860–1861 häftesvis Esberns Skolehistorier och 1876 Nye Livsbilleder og Fortællinger. I Nord og Syd, Folkekalender for Danmark och i Dagbladets följetong finns flera berättelser av henne.